# Coulterophytum holwayi
Coulterophytum holwayi är en flockblommig växtart som beskrevs av Joseph Nelson Rose. Coulterophytum holwayi ingår i släktet Coulterophytum och familjen flockblommiga växter. Inga underarter finns listade i Catalogue of Life.